# Frédéric Bazille

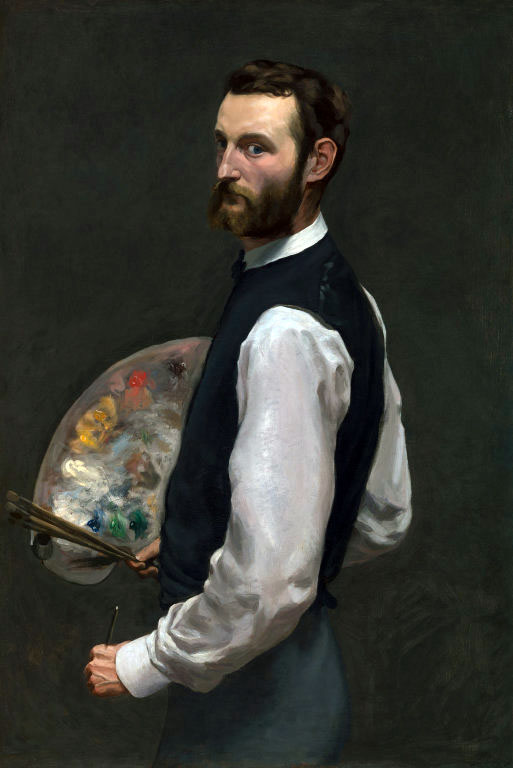
Zelfportret, 1865–1866, Art Institute of Chicago

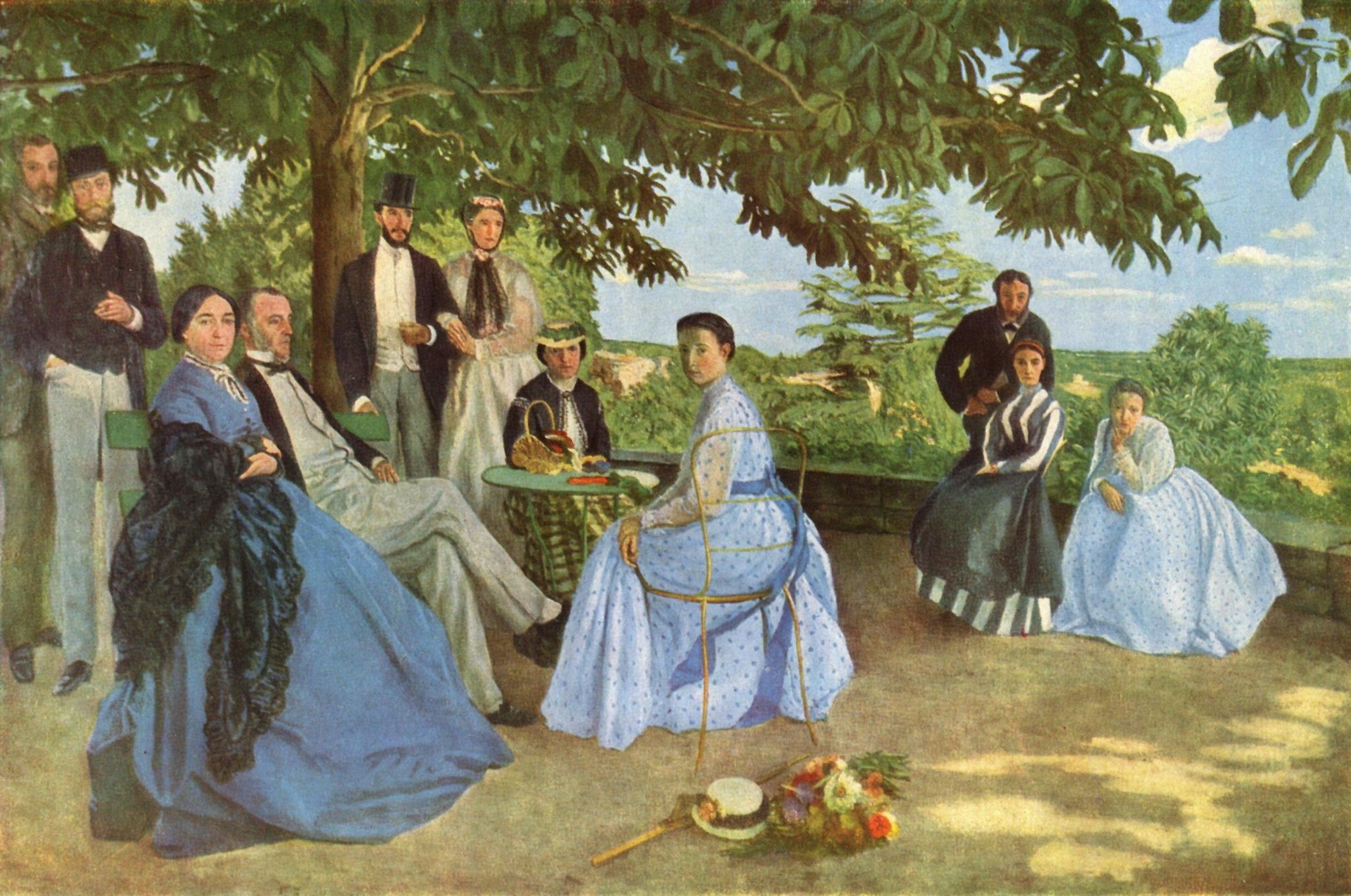
Familiereünie, 1867, Musée d'Orsay, Parijs

Jean Frédéric Bazille (Montpellier, 6 december 1841 – Beaune-la-Rolande, 28 november 1870) was een Frans impressionistisch kunstschilder.
Bazille studeerde aanvankelijk medicijnen, reden waarvoor hij in 1862 naar Parijs trok. In datzelfde jaar begon hij te schilderen. Hij werkte in het atelier van de Zwitsers schilder Charles Gleyre. Hier maakte hij kennis en raakte hij bevriend met Alfred Stevens, Claude Monet, Pierre-Auguste Renoir, Alfred Sisley en Édouard Manet. Hun gedeelde passie was het schilderen in de open lucht.
Bazille stelde voor het eerst werk tentoon op de Parijse salon van 1866. Hij schilderde vooral landschappen en harmonieuze, elegante taferelen.
Hij werd in 1870 doodgeschoten bij Beaune-la-Rolande in het departement Loiret tijdens de Frans-Duitse Oorlog.

## Werken
- De roze jurk, 1864, 147 x 110 cm, Musée d'Orsay, Parijs
- Atelier in de rue Fürstenberg, 1865-66, 80 x 65 cm, Musée Fabre, Montpellier
- Zelfportret, 1865-66 109x72 cm, Art Institute of Chicago
- Vestingwerken van Aigues-Mortes, 1867, 46 x 55 cm, Musée Fabre, Montpellier
- Familiereünie, 1867, 152 x 230 cm, Musée d'Orsay, Parijs
- De visser met de sperwer, 1868, 134 x 83 cm, Fondation Rau pour le tiers-monde, Zürich
- Het dorpsgezicht, 1868, 137,5 x 85,5 cm, Musée Fabre, Montpellier
- Zomerse scène, 1869, 158 x 158 cm, Harvard University, Cambridge,
- Het toilet, 1870, 132 x 127 cm, Musée Fabre, Montpellier
- Het atelier in de rue Condamine, 1870, 98 x 128.5 cm, Musée d'Orsay, Parijs
- Landschap aan de oever van de Lez, 1870, 137.8 x 202.5 cm, Minneapolis Institute of Art, Minneapolis